# Lega Serie B
La Ligue Nationale Professionnelle Série B (italien : Lega Nazionale Professionisti Serie B), communément appelée Lega B, est l'organisme qui gère la compétition de football de deuxième division d'Italie. Elle est créée en 2010 à la suite de la scission de la Lega Calcio en Lega Serie A et Lega B.

## Historique et missions
Depuis sa création en 1946, la Lega Calcio est l'organisme qui gère les deux premiers échelons hiérarchiques ainsi que les compétitions Primavera. La Lega Serie B est créée le 7 juillet 2010 et reprend à son compte l'organisation de la Série B. La Lega Serie A conserve l'ensemble des autres compétitions affectées à la Lega Calcio : Série A, Coupe d'Italie, Supercoupe d'Italie, Championnat Primavera (- de 20 ans), la Coupe d'Italie Primavera (- de 20 ans) et la Supercoupe Primavera (- de 20 ans).

## Organigramme
L'organisme est présidé par Mauro Balata et comprend un bureau du comité, des administrateurs, des conseillers fédéraux, une direction générale et un conseil des commissaires aux comptes.

## Sources
- (it) Cet article est partiellement ou en totalité issu de l’article de Wikipédia en italien intitulé « Lega Nazionale Professionisti Serie B » (voir la liste des auteurs).